# Boniface Alexandre
Boniface Alexandre (Ganthier, 31 de julho de 1936 – Porto Príncipe, 4 de agosto de 2023) foi um jurista haitiano.
Foi presidente do Haiti, de 2004 até 2006. Após o derrocamento do então presidente Jean-Bertrand Aristide a 29 de Agosto de 2004, Alexandre, como Juiz Presidente da Suprema Corte do país, era o seguinte na linha sucessória, por isto assumiu o cargo de presidente.
Alexandre foi apoiado no início de sua vida pública por seu tio, o ex-primeiro-ministro Martial Célestin. Trabalhou durante 25 anos na firma de advocacia Cabinet Lamarre, situada na capital, Port-au-Prince, e especializada em contratos de negócios e em divórcios.
Na década de 1990, Alexandre foi indicado para a Suprema Corte do Haiti, e, em 2002, o presidente Jean-Bertrand Aristide indicou-o para juiz presidente. Neste cargo, Alexandre obteve a fama de justo, em um país cujo poder judiciário era largamente acusado de corrupção. Ele prometeu lutar contra a incompetência e contra a corrupção nas cortes haitianas.
Em 25 de Abril de 2003, Boniface Alexandre recebeu o título de cidadão honorário da cidade de Lafayette, na Luisiana, Estados Unidos. Ele também é professor na Universidade de Port-au-Prince. Em 2004, poucas horas após o exílio de Jean-Bertrand Aristide, que renunciara e deixara o país após um levante interno, Boniface Alexandre assumiu como presidente. Foi empossado a 29 de agosto de 2004 em uma rápida cerimônia. Em 14 de maio de 2006 foi substituído por René Préval, ganhador nas eleições presidenciais de 7 de fevereiro.
Boniface morreu em 4 de agosto de 2023, aos 87 anos, em Porto Príncipe.